# Nkhata Bay
Nkhata Bay är en distriktshuvudort i Malawi. Den ligger i distriktet Nkhata Bay och regionen Northern Region, i den norra delen av landet vid Malawisjön. Nkhata Bay ligger 547 meter över havet och antalet invånare är 11 721.
Terrängen runt Nkhata Bay är platt åt sydost, men åt nordväst är den kuperad. Landskapet är en mosaik av odlingsmark och buskskog.